# Hirohito

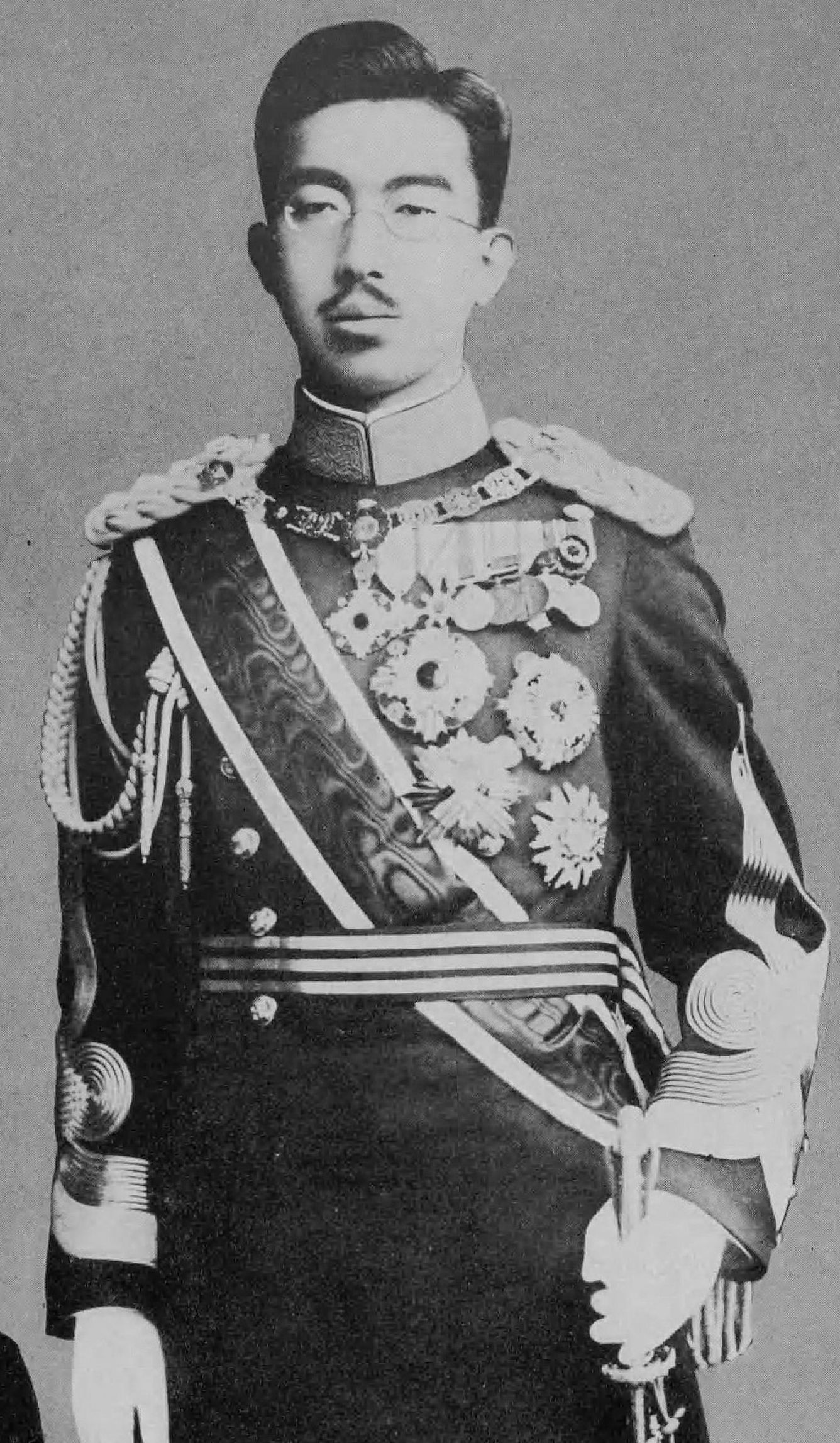
Cesarz Hirohito w okresie II wojny światowej

Hirohito (jap. 裕仁 Hirohito; ur. 29 kwietnia 1901 w Tokio, zm. 7 stycznia 1989 tamże) – 124. cesarz Japonii, panujący w latach 1926–1989. Zgodnie ze zwyczajem, cesarz Japonii po śmierci otrzymuje imię epoki, w czasie której panował. Z tego powodu obecnie nazywany jest cesarzem Shōwa (jap. 昭和天皇 Shōwa tennō).

## Życiorys
Hirohito został regentem w 1921, gdy jego ojciec, Yoshihito, wycofał się z życia publicznego z powodu choroby umysłowej. 25 grudnia 1926, po śmierci Yoshihito, został cesarzem. Uroczystości intronizacyjne odbyły się 10 listopada 1928 roku. Jako nazwę okresu jego panowania przyjęto Shōwa (Oświecony Pokój). Był najdłużej panującym cesarzem w historii Japonii.
W początkowych latach rządów Hirohito w Japonii narastały tendencje militarystyczno-nacjonalistyczne, które doprowadziły do działań mających na celu podbój Azji. W 1940 Japonia zawarła pakt z III Rzeszą i Królestwem Włoch i zmilitaryzowała gospodarkę. Hirohito był temu przeciwny, ale realnie nie posiadał dostatecznej władzy, aby przeciwstawić się działaniom kolejnych rządów.
14 sierpnia 1945 zdecydował się na bezprecedensowy krok i nagrał skierowane do Japończyków orędzie radiowe, w którym poinformował o zakończeniu walk. Emisji orędzia próbował zapobiec major Kenji Hatanaka, który wraz z grupą spiskowców zdecydował się zająć pałac cesarski, jednak nie udało mu się odnaleźć płyty z nagraniem. 15 sierpnia o godz. 12:00 orędzie Cesarza Hirohito zostało wyemitowane i przeszło do historii jako Przesłanie diamentowego głosu.
Po kapitulacji Japonii zachował godność cesarza, utracił jednak przysługujący mu wcześniej status boski, a jego rola została ograniczona do reprezentacyjnej. Zmarł 7 stycznia 1989 w wieku 87 lat, po 62 latach i 13 dniach panowania.

### Działalność naukowa
Cesarz interesował się biologią morską, specjalizował się w badaniu meduz. W Pałacu Cesarskim znajdowało się laboratorium, w którym pracował. Pod imieniem „Hirohito” opublikował wiele prac z badań nad gatunkami Hydrozoa. Jego zainteresowania kontynuowali potomkowie. Jego syn i następca, Akihito, jest uznanym specjalistą w dziedzinie ryb babkowatych (Gobiidae).

## Odznaczenia
- Wielka Wstęga Najwyższego Orderu Chryzantemy – Japonia
- Wielka Wstęga Kwiatów Paulowni Orderu Wschodzącego Słońca – Japonia
- Wielka Wstęga Orderu Świętego Skarbu – Japonia
- Order Złotej Kani I klasy – Japonia
- Order Kultury – Japonia
- Krzyż Wielki z Łańcuchem Orderu Białej Róży – 1942, Finlandia
- Order Złotego Runa – Hiszpania
- Krzyż Wielki Orderu Świętego Olafa – Norwegia
- Order Orła Białego – 1922, Polska[6]
- Order Królewski Serafinów – 1919, Szwecja
- Order Rajamitrabhorn – 1963, Tajlandia
- Order Podwiązki – 1921, Wielka Brytania
- Honorowy Rycerz Krzyża Wielkiego Orderu Łaźni – 1921, Wielka Brytania
- Honorowy Rycerz Krzyża Wielkiego Królewskiego Orderu Wiktoriańskiego – 1921, Wielka Brytania
- Order Annuncjaty – Włochy
- Kawaler Krzyża Wielkiego Udekorowany Wielką Wstęgą Orderu Zasługi Republiki Włoskiej – 1982, Włochy[7]
- Wielki Łańcuch Orderu Sikatuny (Filipiny)

## Rodzina cesarska
| Cesarz Taishō 大正天皇 ur. 31 sierpnia 1879 zm. 25 grudnia 1926 | Cesarz Taishō 大正天皇 ur. 31 sierpnia 1879 zm. 25 grudnia 1926 |                                                        |                                                        | Sadako Kujō 九条 節子 ur. 25 lipca 1884 zm. 17 maja 1951 | Sadako Kujō 九条 節子 ur. 25 lipca 1884 zm. 17 maja 1951 |  |  | Kuniyoshi Ō Kuni no Miya 久邇宮 邦彦王 ur. 23 czerwca 1873 zm. 16 VI 1929 | Kuniyoshi Ō Kuni no Miya 久邇宮 邦彦王 ur. 23 czerwca 1873 zm. 16 VI 1929 |                                                           |                                                           | Chikako Kuniyoshi Ōhi 邦彦王妃 俔子 ur. 19 października 1879 zm. 10 września 1956 | Chikako Kuniyoshi Ōhi 邦彦王妃 俔子 ur. 19 października 1879 zm. 10 września 1956 |
|                                                                 |                                                                 |                                                        |                                                        |                                                          |                                                          |  |  |                                                                           |                                                                           |                                                           |                                                           |                                                                                   |                                                                                   |
|                                                                 |                                                                 |                                                        |                                                        |                                                          |                                                          |  |  |                                                                           |                                                                           |                                                           |                                                           |                                                                                   |                                                                                   |
|                                                                 |                                                                 | Hirohito 裕仁 ur. 29 kwietnia 1901 zm. 7 stycznia 1989 | Hirohito 裕仁 ur. 29 kwietnia 1901 zm. 7 stycznia 1989 |                                                          |                                                          |  |  |                                                                           |                                                                           | Joō Nagako 良子 女王 ur. 6 marca 1903 zm. 16 czerwca 2000 | Joō Nagako 良子 女王 ur. 6 marca 1903 zm. 16 czerwca 2000 |                                                                                   |                                                                                   |
|                                                                 |                                                                 |                                                        |                                                        |                                                          |                                                          |  |  |                                                                           |                                                                           |                                                           |                                                           |                                                                                   |                                                                                   |
|                                                                 |                                                                 |                                                        |                                                        |                                                          |                                                          |  |  |                                                                           |                                                                           |                                                           |                                                           |                                                                                   |                                                                                   |
|                                                                 |                                                                 |                                                        |                                                        |                                                          |                                                          |  |  |                                                                           |                                                                           |                                                           |                                                           |                                                                                   |                                                                                   |

|  |  | Michiko Shōda 正田 美智子 ur. 20 października 1934 | Michiko Shōda 正田 美智子 ur. 20 października 1934 | Akihito 明仁 ur. 23 grudnia 1933       | Akihito 明仁 ur. 23 grudnia 1933       |                                              |                                              |  |  |  |
|  |  |                                                    |                                                    |                                        |                                        |                                              |                                              |  |  |  |
|  |  |                                                    |                                                    |                                        |                                        |                                              |                                              |  |  |  |
|  |  |                                                    |                                                    |                                        |                                        |                                              |                                              |  |  |  |
|  |  | Naruhito 徳仁親王 ur. 23 lutego 1960               | Naruhito 徳仁親王 ur. 23 lutego 1960               | Fumihito 文仁親王 ur. 11 września 1965 | Fumihito 文仁親王 ur. 11 września 1965 | Sayako Kuroda 黒田 清子 ur. 18 kwietnia 1969 | Sayako Kuroda 黒田 清子 ur. 18 kwietnia 1969 |  |  |  |

|  |